# Beríev Be-12
El Beríev Be-12 Txaika (en rus: Бериев Бе-12 Чайка. Designació OTAN: Mail) és un avió amfibi turbohèlice soviètic dissenyat al principi dels anys 1960 per la corporació i fabricant soviètica Beríev. Fet per a exercir el càrrec de destructor de submarins i de patrulla marítima, no obstant això, hi ha de versions amb les adaptacions necessàries per a ésser avions d'extinció d'incendis.

## Disseny i desenvolupament
El Beríev Ve-12 fou el predecessor del similar avió Beríev Ve-6 al qual substituí. Les tasques emprades amb el Beríev Be-6 eren, principalment, guerra anti-submarina i de patrulla marítima. I, no obstant què, el Beríev Be-12 fou dissenyat a partir de l'aeronau que es preveia que aquest substituiría, només va heredar del Beríev Be-6 el disseny de les ales i de l'estabilitzador vertical. El Be-12 s'equipava amb motors turbopropulsors d'hèlice, que asseguraven una major velocitat i radi operatiu en comparació al Be-6. El Be-12 emprava també, un tren d'aterratge retràctil, la qual cosa li permetia aterrar en pistes d'aterratge normals, a més a més de també poder aterrar a la superfície aquàtica.
El Beríev Be-12 va realitzar el seu primer vol el dia 18 d'octubre de l'any 1966, des l'aeròdrom de la ciutat de Taganrog, mostrant-se al públic a la celebració del Dia Rus de l'Aviació, a l'aeròdrom de Túixino.

## Operadors
Rússia
- Aviació Naval Russa - Rebé els seus de la Unió Soviètica. Es mantenen un total de 9 d'aquestes aeronaus en servei dins la Flota del mar Negre.[4]

 Unió Soviètica
- Aviació Naval Soviètica - Rere la seva desintegració, la Unió Soviètica entregà les seves aeronaus a Rússia i Ucraïna

 Egipte
- Força Aèria Egípcia - La Força Aèria Egípcia operà entre 2 i 3 Be-12 al voltant dels anys 70, pilotats per personal soviètic, que realitzaven un seguiment a la 6a Flota Armada dels Estats Units d'Amèrica al Mar Mediterrani.[5]

 Ucraïna
- Aviació Naval Ucraïna - Rebé els seus avions de la dissolta Unió Soviètica

 Vietnam
- Força Aèria Vietnamita - 4 d'aquestes aeronaus exportadas a Vietnam l'any 1981

## Especifiacions

### Característiques generals
- Tripulació: 4.

- Longitud: 30 metres.

- Envergadura: 29,8 metres.

- Altura: 7,9 metres.

- Superfície alar: 99 metres

- Pes al buit: 24.000 Kgs

- Planta motriu: 2×Turbohèlice Ivchenko Progress AI-20D.

- Potència: 3 864 kW (5 327 HP; 5 254 CV) cadascun.